# Cattedrale di Sant'Emmerano
La cattedrale di San Emmerano (in slovacco: Bazilika Svätého Emeráma) è il principale edificio di culto cattolico della cittadina slovacca di Nitra. Fa parte del complesso del castello di Nitra.

## Storia
La prima chiesa venne costruita in stile gotico, cui si sono aggiunti in seguito più livelli. La chiesa superiore risale al 1333-1355. La rotonda risale al XI-XII secolo e ospita un reliquiario d'argento realizzato nel 1674. Nella cattedrale è presente anche un altro reliquiario che custodisce alcune reliquie di san Cirillo. La chiesa inferiore fu costruita tra il 1621-1642. In seguito l'intero complesso della cattedrale è stato ristrutturato in stile barocco.
Sant'Emmerano di Ratisbona, a cui è dedicata la cattedrale, era un vescovo itinerante, per alcuni anni missionario presso la corte del duca di Baviera, Teodone II.